# Kaspar Ebel

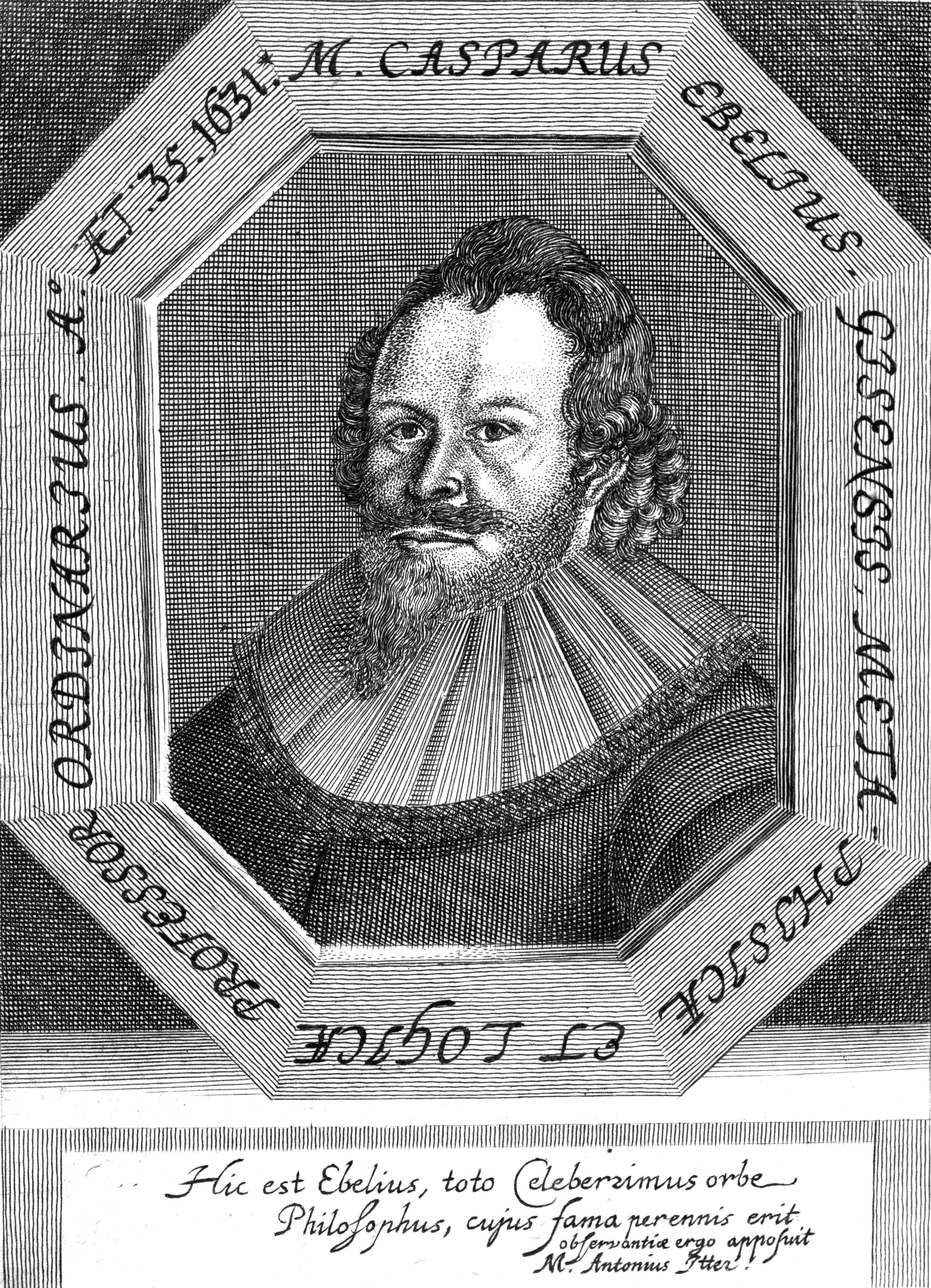
Kaspar Ebel

Kaspar Ebel (auch: Ebelius; * 11. Dezember 1595 in Gießen; † 10. März 1664 ebenda) war ein deutscher Pädagoge, Logiker und Metaphysiker.

## Leben
Der Sohn des Rats und Gerichtsschöffen Melchior Ebel und dessen Frau Catharina Becker hatte bereits 1599 die Trivialschule seiner Vaterstadt besucht. Durch die Anleitung eines Privatlehrers konnte er 1607 das fürstliche Pädagogium seiner Vaterstadt beziehen, das unter der Leitung des Conrad Dietrich (1575–1639) stand. Nach bestandenen Abschlussexamen bezog er 1612 die Universität Gießen. Hier absolvierte er zunächst ein philosophisches Grundstudium. Nachdem er sich 1615 den akademischen Grad eines Magisters der Philosophie erworben hatte, nahm er theologische Studien in Angriff und wechselte dazu an die Universität Wittenberg, wo er bei Balthasar Meisner die Vorlesungen besuchte. Hier wurde ihm unter anderem von Nicolaus Pompejus (1592–1659) vorgeschlagen, das Rektorat des Gymnasiums in Stettin zu übernehmen. Dies lehnte er aber aufgrund seines jungen Alters ab.
Stattdessen zog er über die Universität Leipzig reisend, wo man ihm eine Adjunktur an der philosophischen Fakultät angeboten hatte, die er ausschlug, 1618 an die Universität Jena weiter. Hier hielt er philosophische Vorlesungen und beteiligte sich als Präsens an mehreren philosophischen Disputationen. Großen Einfluss während seines anderthalbjährigen Aufenthalts hat scheinbar der Jenaer Professor für Logik und Metaphysik Michael Wolf (1584–1623) gehabt. 1619 reiste er über die Universität Erfurt nach Hause zurück. Jedoch verspürte er Lust dazu seine Studien fortzusetzen und ging noch im selben Jahr an die Universität Altdorf. Am 18. Mai 1625 wurde er Rektor der evangelischen Stadtschule in Worms. 1628 berief ihn der hessische Landgraf Georg II von Hessen-Darmstadt, als Nachfolger von Rudolf Goclenius der Ältere, zum Professor der Logik an die Universität Marburg.
Diese Stelle trat er 1629 an und wurde zudem 1630 Professor der Metaphysik. In Marburg erlebte er die Auswirkungen des Dreißigjährigen Krieges. Pest, Hungerkatastrophen und Belagerungen, behinderten während jener Zeit auch den Lehrbetrieb der Hochschule. Ebel übernahm 1646 zudem das Amt eines Universitätsbibliothekars in Marburg. Da 1650 die Universität Marburg nach Gießen verlegt wurde, berief ihn der Landgraf auch zum Aufseher des Gießener Pädagogiums. Ebel hatte sich auch an den organisatorischen Aufgaben der Hochschulen beteiligt. So war er acht Mal in den Jahren 1634, 1637, 1641, 1644, 1648, 1650, 1654, 1658 Dekan der philosophischen Fakultät und in den Jahren 1636, 1647, 1652 (Prorektor), sowie 1660 Rektor der Hochschulen. 1661 erkrankte Ebel und konnte seinen Aufgaben nicht mehr nachkommen. Sich noch einige Zeit mit Podagra, Katarrh und Rotlauf herumschlagend, verstarb er nach längerer Krankheit. Sein Leichnam wurde am 16. März 1664 auf dem Gießener Kirchhof beigesetzt.

## Familie
Aus seiner am 29. November 1630 in Marburg geschlossenen Ehe mit Barbara Catharina Graff (~ 29. November 1610 in Marburg; † 31. Januar 1639 ebenda), die Tochter des Ratsherrn in Marburg Hans Peter Graff und dessen Frau Catharina Dech(x)sbach, sind vier Töchter und ein Sohn hervorgegangen. Von den Kindern kennt man:
- Anna Katharina Ebel (~ 13. März 1632 in Marburg; † 17. Januar 1633 ebenda)
- Anna Adelheid Ebel (~ 15. März 1633 in Marburg), ⚭ 1654 mit dem Lehrer am Marburger Pädagogium Marcus Orth[3]
- Anna Gertrud Ebel (~ 19. Februar 1635 in Marburg) ⚭ mit dem Pfarrer in Oberbronnen Bernhard Röder

## Werke
- De ratione jormali suppositi vel personae. Gießen 1616
- Disputationes metaphysicae 1—12. Jena 1619
- De ente et essential. 1620
- Rudimenta doctrinae sphaericae. Darmstadt 1625
- Pars universalis Metaphysicae.1638
- Apologia pro veritate pHmae philosophicae vol metaphysicae adversus GuiL Amesium. 1640
- Lupus Lovaniensis excoriatus. 1641
- Delineatio manuductionis logicae. 1642
- Manuductio ad Logicam. 1644, 1651
- Disputatio physica de coelo. 1644
- Disputatio physica de coelo. Hinter dem Titel Tractatus de judiciis asbrorum. Marburg 1647, Gießen 1651
- Compendium logicae peripateticae. 1644, 1651, 1660, 1681 (letzte beide Auflagen unter dem Titel Compendium logicae plenius.)
- Aphorismi metaphysici. 1649
- Commentarius ad D. Thornae Opusculum de judiciis Astrorum. Gießen 1651
- Compendium metaphysicum. 1658, 1665, 1666, 1670, 1677
- Opera Philosophica. 1677